# Phialophaeoisaria spongiosa
Phialophaeoisaria spongiosa är en svampart som beskrevs av Matsush. 1995. Phialophaeoisaria spongiosa ingår i släktet Phialophaeoisaria, divisionen sporsäcksvampar och riket svampar.   Inga underarter finns listade i Catalogue of Life.